# Місячне сяйво (новела)
«Мі́сячне ся́йво» (фр. Clair de Lune) — новела французького письменника Гі де Мопассана, видана в 1882 році. Сюжет твору розповідає про переосмислення фанатично налаштованим абатом свого відношення до кохання.

## Історія
Новела «Місячне сяйво» вперше була надрукована 19 вересня 1882 року в газеті «Gil Blas» під псевдонімом Монфріньоз. Наступного 1883 року вона увійшла до складу однойменної літературної збірки. Перший український переклад новели здійснив Іван Рильський, його надрукували у восьмитомному зібранні творів Гі де Мопассана, виданому видавництвом «Дніпро».

## Сюжет
Абат Мариньян — релігійний фанатик. Він не просто твердо вірує в Бога, а й намагається осягнути задум творця завжди і в усьому. Поки що йому це вдавалося стосовно різноманітних речей, але абат так і не зрозумів, навіщо Бог створив жінку. Церковнослужбовець інстинктивно ненавидить жінок, бо вбачає у них лише гріховну спокусу. У нього є чарівна племінниця, чию цноту дядько суворо оберігає. Та ось до нього дійшли чутки, що юнка має кавалера. Пізно ввечері Мариньян вийшов на берег річки, щоби прослідити за племінницею. Пейзаж настільки зачарував абата, що той вперше збентежився і не зміг осягнути, навіщо існує нічна краса. Та коли він побачив дівчину під руку з хлопцем, то зрозумів, що Бог створив красу ночі як обрамлення для людської любові.